# Цыганешты
Цыганешты; Цигэнешть (рум. Ţigăneşti) — село в Страшенском районе Молдавии. Относится к сёлам, не образующим коммуну.

## География
Село расположено на высоте 133 метров над уровнем моря.

## Население
По данным переписи населения 2004 года, в селе Цигэнешть проживает 1319 человек (701 мужчина, 618 женщин).
Этнический состав села:
| Национальность | Число жителей | Процентный состав |
| -------------- | ------------- | ----------------- |
| молдаване      | 1311          | 99,39             |
| русские        | 5             | 0,38              |
| украинцы       | 3             | 0,23              |
| Всего          | 1319          | 100 %             |